# Königliches Gymnasium Dresden-Neustadt
Das Königliche Gymnasium zu Dresden-Neustadt war ein ehemaliges Gymnasium in Dresden. Es wurde 1874 als neunstufige Lehranstalt für Jungen gegründet und bis 1916 unter diesem Namen fortgeführt. Es unterstand direkt dem Kultusministerium und legte seinen Schwerpunkt auf Sprachen. Anschließend wurde es zum Staatsgymnasium.

## Geschichte
Bereits im Jahr 1866 gab es Bestrebungen in Dresden-Neustadt ein eigenes Gymnasium einzurichten, da hier rund ein Drittel der Einwohner Dresdens lebten. Der Bau der neuen Einrichtung wurde im Oktober 1872 vom Staat beschlossen und auf dem fiskalischen Holzhof an der Holzhofgasse bis Ostern 1874 fertiggestellt. Die Baukosten beliefen sich auf insgesamt 148.706 Thaler. Im Jahr 1884 erhielt der Historienmaler Leonhard Gey den Auftrag, die Aula auf Kosten des Sächsischen Kunstvereins mit Wandgemälden auszuschmücken. Im Oktober 1896 erfolgte eine Erweiterung des Geländes an der Südostseite der Schule und der Vorplatz an der Nordwestseite wurde durch gärtnerische Anlagen verschönert.
Zum ersten Leiter des Königlichen Gymnasiums wurde Ende Juli 1873 Hugo Ilberg, der bisherige Rektor Fürstenschule zu Meißen berufen. Bei der Eröffnung am 27. April 1874 standen ihm ein Konrektor, 10 ständige und 3 provisorische Oberlehrer sowie 2 Fachlehrer zur Seite. Es wurden 151 Schüler aufgenommen, die sich auf 8 Klassen verteilten. Doch schon zu Ostern 1875 wurden Parallelklassen zur Sexta und Quinta eingerichtet. Zu Ostern 1880 kam eine zweite Oberprima hinzu und Ostern 1885 wurde die Untertertia für das Lateinische, Deutsche und Griechische in drei Züge unterteilt. Bis 1899 wurden alle Bereiche dreizügig unterrichtet.
Der erste Rektor der Schule wurde der geheime Schulrat H. Ilberg, der 1883 verstarb. Der Konrektor Otto Kaemmel führte dessen Geschäfte für ein Jahr fort, ehe zu Ostern 1884 Martin Wohlrab (1834–1913) die Leitung der Schule übernahm. Er war bis dahin als Rektor am Gymnasiums zu Chemnitz tätig. Die Lehrerschaft bestand zu diesem Zeitpunkt aus 35 wissenschaftlichen Lehrern, 3 Fachlehrern sowie einem Probandus.
In den Jahren 1892 bis 1894 lag die Zahl der Lehrer, die gleichzeitig am Gymnasium tätig waren, bei 42 und es wurden zeitweise 21 Klassen unterrichtet. Die höchste Anzahl lag Ostern 1897 bei 617 Schülern. Insgesamt wurden bis zum 1. Juli 1899 2961 Schüler an diesem Gymnasium unterrichtet, von denen 902 die Reifeprüfung bestanden. Seit 1889 gab es an der Schule eine Kommission zur Abhaltung der Reifeprüfung für Schülerinnen.

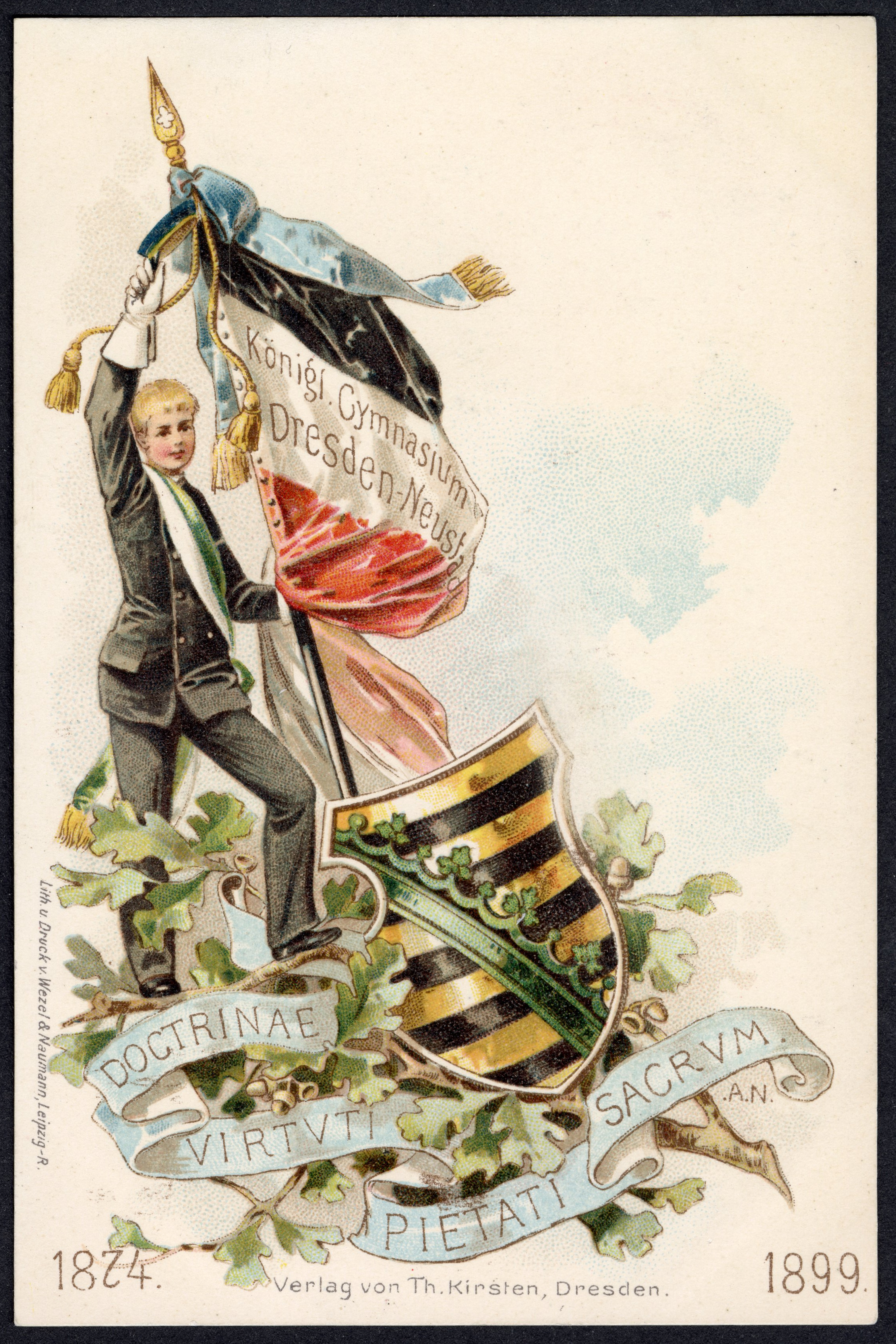
25-jähriges Jubiläum; Verlag Theodor Kirsten
Bildpostkarte, Chromolithografie von Wezel & Naumann 1899

Im April 1899 feierte die Schule ihr 25-jähriges und 1924 ihr 50-jähriges Bestehen. Zu den Bediensteten der Einrichtung zählten ein Hausmeister und im Winter wurde zusätzlich ein Heizer angestellt.
Die Schule finanzierte sich durch Schulgelder, die jedoch die laufenden Kosten nicht decken konnten. Daher erhielt sie staatliche Zuschüsse.
Ab 1916 wurde die Einrichtung als Staatsgymnasium Dresden-Neustadt fortgeführt. Am Ende es Zweiten Weltkriegs wurde das Gebäude am 14. Mai 1945 durch Brandstiftung zerstört. Die Grundmauern wurde später abgetragen.

## Aufnahme
Für die Aufnahme der Schüler und den Besuch der Einrichtung gab es folgende Bedingungen:
- Schüler mussten mindestens neun Jahre alt sein
- Schüler mussten vorher bereits drei Jahre eine Bürgerschule besucht haben
- Es musste ein Schulgeld von 120 Mark als Grundgebühr pro Schuljahr entrichtet werden
- Die Aufnahmegebühr betrug 15 Mark und zusätzlich 1 Mark jährlich für die Bibliotheksnutzung
- Nach bestandener Reifeprüfung war für die Ausstellung des Reifezeugnisses eine Gebühr von 15 Mark zu entrichten
- Ohne Abschluss betrug die Gebühr 9 Mark

Des Weiteren mussten die Schüler, in der Öffentlichkeit auch außerhalb der Schulzeit, als äußerliches Erkennungszeichen eine dunkelblaue Schirmmütze mit goldenem Streifen tragen.

## Schulgebäude

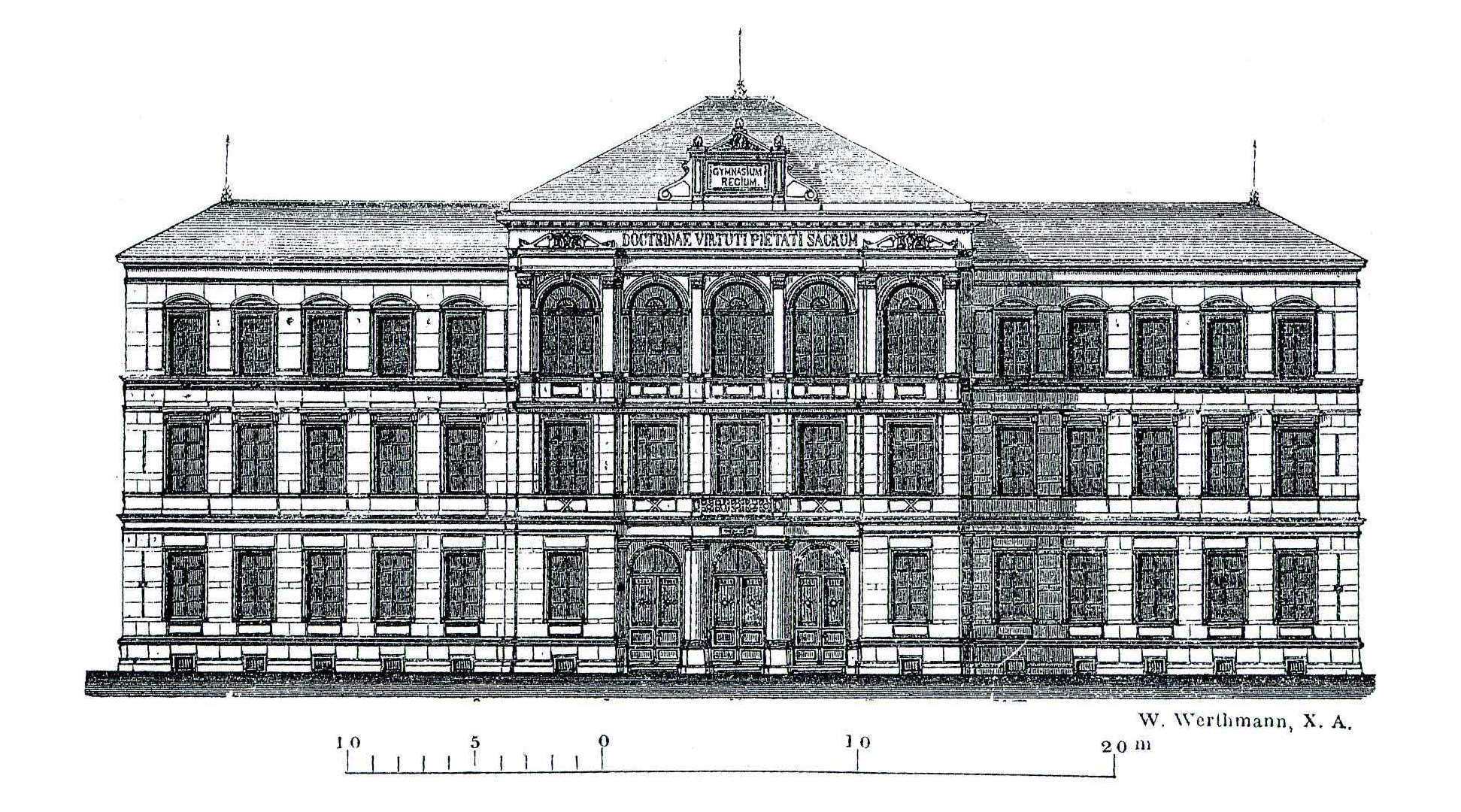
Fassade Holzhofgasse

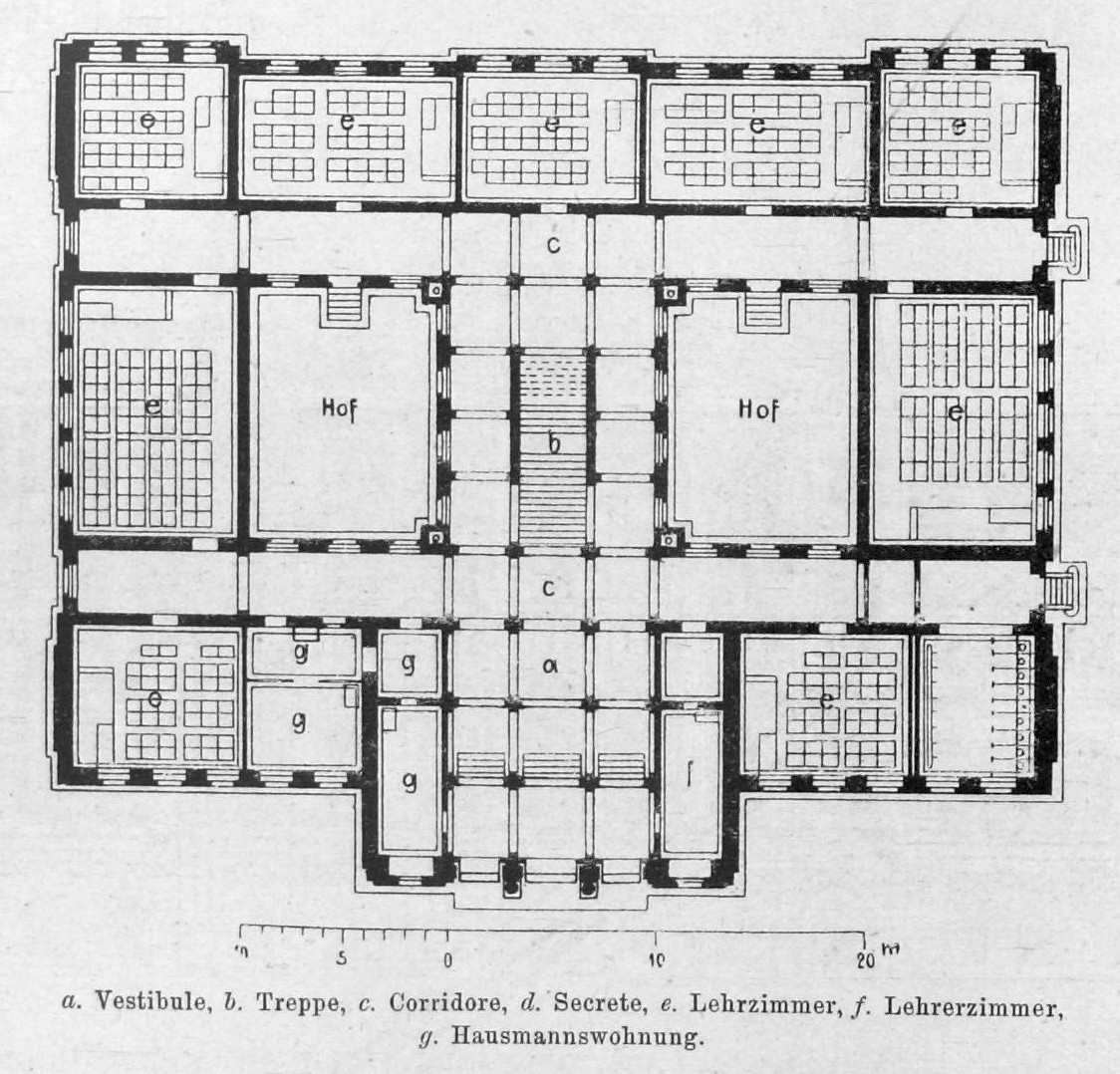
Grundriss

Der Entwurf für das  Schulgebäude stammte von dem sächsischen Oberlandbaumeister Adolph Canzler, der auch für die Ausführung verantwortlich war. Die Bautätigkeit begann im Oktober 1872 und wurde im April 1874 beendet. Es wurde zusätzlich eine Turnhalle und ein Sommersportplatz sowie Grünanlagen angelegt. Das Gymnasialgebäude war ein dreistöckiger Bau mit 13 Klassenräumen für je 40 Schüler. Zudem gab es zwei kombinierte Räume für 80 Schüler, zwei Räume für physikalischen und naturhistorischen Unterricht und einen Zeichensaal. Dem Rektor standen zwei Räume zur Verfügung und für das Lehrerkollegium gab es ein Konferenzzimmer, zwei Bibliothekszimmer, einen Gesangssaal und die Aula sowie Nebenräume für Materialien. Der Rektor hatte zusätzlich einen eigenen Wohnbereich. Das Gebäude verfügte über ein Zentralheizungssystem, Gasbeleuchtung und sanitäre Anlagen mit Wasserspülung.

## Ehemalige Lehrer (Auswahl)
- Wilhelm Gebhardt (1827–1893), seit 1874 Zeichenlehrer
- Bernhard Gerth (1844–1911), Oberlehrer
- Hugo Ilberg (1828–1883), erster Schulleiter (Rektor)
- Otto Kaemmel (1843–1917), zunächst Oberlehrer, später auch Konrektor
- Emil Koch (1857–1921), zunächst Probandus und ab 1885 wissenschaftlicher Hilfslehrer und ab 1890 Oberlehrer
- Otto Ladendorf (1873–1911), zunächst Hospitant und ab Dezember 1889 bis 1894 Lehrer
- Richard Richter (1839–1901), 1874 erster Konrektor

## Ehemalige Schüler (Auswahl)
- Georg Baring (1910–1968), Pfarrer und Kirchenhistoriker
- Ernst Bergmann (1881–1945), Philosoph
- Werner Hartenstein (1879–1947), Politiker
- Max Immelmann (1890–1916), Jagdflieger
- Anton Franz von Magnis (1862–1944), Bergwerksbesitzer
- Erwin Pollack (1863–1915), Philologe
- Gerhart Potthoff (1908–1989), Verkehrswissenschaftler
- Friedrich August III. von Sachsen (1865–1932), König von Sachsen, Schüler von 1874 bis 1883
- Karl Spitzner (1876–1951), Bergbeamter
- Reinhard Spitzner (1863–1922), Richter

## Publikationen
- Jahresbericht des Königlichen Gymnasiums zu Dresden-Neustadt. (Erschienen in den Jahren 1896 bis 1916).
- Königliches Gymnasium zu Dresden-Neustadt (Hrsg.): Programm des Königlichen Gymnasiums zu Dresden-Neustadt … B. G. Teubner, Leipzig 1883 (books.google.de).